# Аушев, Руслан Султанович
Русла́н Султа́нович А́ушев  (ингуш. Овшанаькъан Султана Руслан; род. 29 октября 1954, с. Володарское, Айртауский район, Кокчетавская область (ныне с. Саумалколь, Айыртауский район, Северо-Казахстанская область), Казахская ССР, СССР) — российский политический, государственный, военный и общественный деятель. Первый Президент Ингушетии с 7 марта 1993 по 28 декабря 2001. Председатель Комитета по делам воинов-интернационалистов при Совете глав Правительств СНГ с 1991 по 2014. Герой Советского Союза (1982). Участник Афганской войны.
Единственный, кого террористы при захвате школы в Беслане (2004) пустили внутрь, в результате чего Аушеву удалось вывести 26 человек (11 женщин и 15 детей).

## Биография
Руслан Аушев родился в селе Володарское Айртауского района Кокчетавской области Казахской ССР (ныне Айыртауский район Северо-Казахстанской области Республики Казахстан) в семье служащего.
По происхождению — ингуш. Отец, Султан-Хамид Юсупович Аушев и мать, Тамара Исултановна Аушева, в числе некоторых кавказских народов СССР были депортированы в Казахстан в феврале 1944 года.
В 1971 году окончил среднюю школу.

## Служба в Вооружённых силах СССР
В Советской армии с 1971 года.
Окончил Орджоникидзевское высшее общевойсковое командное дважды Краснознамённое училище имени Маршала Советского Союза А. И. Ерёменко, где учился в 1971—1975 гг. До 1980 года проходил службу в Северо-Кавказском военном округе: в 1975—1976 годах — командир мотострелкового взвода, в 1976—1979 — командир мотострелковой роты.
С 1979 по 1980 год —начальник штаба мотострелкового батальона.

## Участие в афганской войне
Руслан Аушев дважды проходил военную службу в республике Афганистан: с 1980 по 1982 годы (2 года 6 месяцев, на должностях начальника штаба и командира мотострелкового батальона) и с 1985 по 1987 годы (более 2 лет, командир полка), воевал в составе Ограниченного контингента советских войск в общей сложности 4 года и 7 месяцев.
С 1980 по 1982 годы — командир 3-го мотострелкового батальона 180-го мотострелкового полка 108-й Невельской мотострелковой дивизии.
По словам однополчан, батальон, возглавляемый Аушевым, был лучшим в Кабуле. К солдатам на занятиях по боевой подготовке он предъявлял самые жёсткие требования — зато и потери в батальоне были значительно меньше, чем в других.
Уже в ноябре 1980 года был представлен к званию Героя Советского Союза, но награждён был только орденом Красной Звезды (звание Героя получил по второму представлению к награде).
В 1982—1985 годах учился в Военной академии имени М. В. Фрунзе. После её окончания возвратился в Афганистан начальником штаба 180-го мотострелкового полка 108-й Невельской мотострелковой дивизии (до 1987 года).
В ходе общевойсковой операции 16 октября 1986 года в районе перевала Саланг провинция Парван подполковник Аушев был тяжело ранен. Однако после лечения в госпиталях 40-й Армии и ТуркВО вновь встал в строй и вернулся в Афганистан.

### Звание Героя Советского Союза и описание подвига
За мужество и героизм, проявленные при оказании интернациональной помощи Демократической Республике Афганистан, Указом Президиума Верховного Совета СССР от 7 мая 1982 года капитану Аушеву Руслану Султановичу присвоено звание Героя Советского Союза с вручением ордена Ленина и медали «Золотая Звезда» № 11472".
Описание действий командира 2-го мотострелкового батальона 180-го мотострелкового полка капитана Р. С. Аушева начальником оперативной группы Минобороны СССР в Афганистане генералом В. А. Меримским, автором книги «В погоне за львом Панджшера».

В населённом пункте Катайи-Ашу находился крупный отряд мятежников. Их уничтожение было поручено мотострелковому батальону капитана Р. С. Аушева. Капитан был уже опытным командиром. Он участвовал в ряде боёв, и этот опыт помогал ему принимать наиболее целесообразные решения и уверенно действовать в бою. Так было и на этот раз. Он решил стремительно выдвинуться к указанному району, блокировать кишлак, а затем атакой с нескольких направлений уничтожить противника. До тех пор пока позволяла местность, батальон выдвигался на бронетанковой технике, а затем в пешем порядке. Преодолевая упорное сопротивление, батальон окружил мятежников, которые искали наиболее уязвимое место в боевых порядках батальона для прорыва кольца и ухода в горы. Об этом думал и Р. С. Аушев. Он определил возможное место прорыва мятежников, подтянул туда свой резерв и переместился сам. Наиболее фронт был растянут на участке 6-й мотострелковой роты. Там мятежники и нанесли свой удар, потеснив роту. В образовавшуюся брешь устремился противник. В этой обстановке Р. С. Аушев принял единственно правильное решение — не дать противнику захватить инициативу. Выдвинув в направлении бреши резерв, он остановил продвижение душманов (враг — перевод с таджикского), а затем силами резерва 6-й мотострелковой роты атаковал их. Другая группа мятежников, в которой находились главари, продвигалась в направлении ущелья. Их отход прикрывала группа пулемётчиков, которая находилась на 2-м этаже дома. Огнём пулемётов они пытались отсечь роту от отходящих мятежников. Резким броском комбат преодолел простреливаемое пространство, ворвался в дом и гранатами уничтожил вражеских пулемётчиков. Путь для роты был открыт и она начала преследование. Капитан вызвал огонь миномётов по входу в ущелье, а с фронта и флангов вели огонь мотострелки. Оказавшись в огневом мешке, мятежники пытались контратакой открыть себе путь в горы, но рота, увлекаемая комбатом, заставила противника остановиться, а затем и сложить оружие. За умелое и решительное командование батальоном и проявленное при этом личное мужество и героизм капитан Руслан Султанович Аушев был удостоен высокого звания Героя Советского Союза.— Меримский В. А. В погоне за «Львом Панджшера»
Также о начальнике штаба полка майоре Р. Аушеве упомянуто в книге Геннадия Бочарова:

Итак, водитель не знал поворотов. Зато начальник штаба полка — майор Руслан Аушев — знал их назубок. Вытянув перед собой ушибленную в ночной поездке ногу, Аушев держался правой рукой за ствол пушки БМП, а левую не снимал со шлема Леонтьева. Он нажимал ладонью на шлем, поворачивая голову водителя вправо или влево (тише или быстрее), и таким образом сообщал тому информацию о дороге. Вскоре дорога стала посвободней. А потом и вовсе пустынной. Я слышал, что Аушев прошёл здесь через всё. Не знаю, через что ещё можно пройти, если хоть один раз прошёл через такое: в твою грудь упирается внезапно возникшая винтовка и враг спускает курок. Курок щёлкает, а выстрела нет — осечка! Секунды достаточно, чтобы враг оказался на земле. Второй секунды достаточно для возмездия. После этого Аушев разряжает винтовку врага и забирает умный патрон — на память. Происходит целый ряд других событий в его афганской жизни, но в конце концов патрон-талисман становится экспонатом Центрального музея Вооружённых Сил СССР в Москве.— Г. Бочаров. «Был и видел… (Афганистан, 1986 год)». Стр. 21-32.

## Дальнейшая военная служба
Завершив службу в составе ограниченного контингента, Аушев получил назначение в Дальневосточный военный округ, где стал командиром мотострелкового полка (1987—1989 гг.), с марта 1989 по май 1989 года — заместитель командира дивизии, с мая 1989 года ушёл на понижение, на должность заместителя начальника управления боевой подготовки объединения.
В 1989 году командир мотострелкового полка Дальневосточного военного округа подполковник Р. Аушев был избран Народным депутатом СССР.
С 1989 года по 1991 учёбу в Военной академии Генерального штаба, окончил с отличием.
В августе 1991 года Аушев был назначен председателем Комитета по делам воинов-интернационалистов при Кабинете министров СССР. Генерал-майор (23.12.1991). В 1997 году на той же должности (в Комитете по делам воинов-интернационалистов при Совете глав правительств государств-участников СНГ) получил очередное звание генерал-лейтенанта. Занимал этот пост до 2014 года.

## Политическая и государственная деятельность
В марте 1989 — августе 1991 года — народный депутат СССР от территориального округа № 102 (Приморский край), в декабре 1989 на IV Съезде народных депутатов СССР вошёл в список депутатской группы «Отечество».
С августа по декабрь 1991 года — председатель Комитета по делам воинов-интернационалистов при Президенте СССР. С марта 1992 года являлся председателем Комитета по делам воинов-интернационалистов при Совете глав правительств государств-участников СНГ.
В декабре 1991 года был одним из тех, кто подписал обращение к Президенту СССР и Верховному Совету СССР с предложением о созыве чрезвычайного Съезда народных депутатов СССР.
В 1992 году решением конференции воинов-интернационалистов был образован Комитет ветеранов войн под председательством Аушева. Комитет включает около 40 общественных ветеранских организаций.
После официального разделения Чечено-Ингушетии на две республики, разгоревшегося осетино-ингушского вооружённого конфликта и введения в Северной Осетии и Ингушетии режима чрезвычайного положения, 10 ноября 1992 года назначен полномочным представителем созданной Временной администрации в Ингушетии — исполняющим обязанности главы Временной Администрации Ингушской Республики. Не сумев добиться от российских и северо-осетинских властей возвращения ингушских беженцев в Пригородный район, 19 декабря 1992 года подал в отставку с поста временного главы администрации Ингушской Республики, потребовав вывода российских войск из республики на территорию конфликта. Тогда же начал кампанию по сбору подписей за официальное выдвижение своей кандидатуры на пост президента республики (было собрано 100 тыс. подписей).
12 ноября 1992 года распоряжением Руслана Аушева запрещён Народный Совет Ингушетии, а представителей Народного Совета Ингушетии Сейнароева Бексултана, Богатырева Бембулата потребовал судить.
28 февраля 1993 года в первом туре выборов избран первым Президентом Ингушской Республики на безальтернативной основе (участвовал только один кандидат — Руслан Аушев, получив в ходе голосования поддержку 99,94 процентов голосов избирателей). В первые годы пребывания в должности президента главной задачей для себя считал не допустить начала военных действий на территории Ингушетии и сохранение независимости республики (см. раздел «Политические взгляды, позиция»). С марта 1997 года — член федеральной комиссии по проблемам Чечни.
20 марта 1993 года — подписание Кисловодского соглашения. «Соглашение о мерах по комплексному решению проблемы беженцев и вынужденных переселенцев на территориях Ингушской Республики и Северо-Осетинской ССР».
17 мая 1994 года Указом Президента Республики — в столице Ингушетии городе Магасе Р.С. Аушев создал Горский кадетский корпус (ГКК) им. А.Д. Цароева для одновременного обучения 465 юношей. Девиз ГКК: «Душу – Богу, жизнь – Отчизне, честь – никому!»
28 августа 1994 года Президент Республики Ингушетия Руслан Аушев подписал Закон «О государственном гербе Республики Ингушетия».
11 декабря 1994 года — ввод войск в Чеченскую Республику через Ингушетию. Жертвы среди мирного населения.
11 июля 1995 года Между Республикой Северная Осетия — Алания и Республикой Ингушетия подписано Соглашение о реализации указов Президента Российской Федерации по вопросам ликвидации осетино-ингушского конфликта. Ингушская делегация во главе с Русланом Аушевым отказывается от спорных территорий. Соглашение подписано в г. Владикавказе.

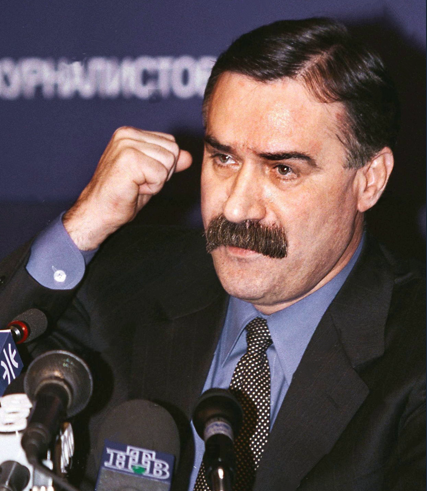
Руслан Аушев во время интервью, 1998 год

28 декабря 1995 года Принят федеральный Закон № 217-ФЗ «О строительстве столицы Ингушской Республики».
3 апреля 1997 года постановление народного собрания — Парламента Республики Ингушетия «Об утверждении названия столицы Республики Ингушетия — Магас».
1 марта 1998 год переизбран на пост Президента Ингушетии, получив в свою поддержку 66,5 % голосов избирателей. Ближайший конкурент, начальник международно-правового управления Генпрокуратуры России Исса Костоев набрал около 15 процентов голосов.
В январе 1994 года избран депутатом Совета Федерации России по Ингушскому округу № 6 (c января 1996 года — член СФ по должности); входил в состав Комитета по вопросам безопасности и обороны.

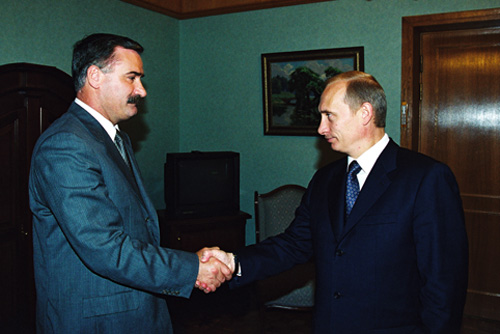
Руслан Аушев и Владимир Путин. Кисловодск, 7 сентября 2001 года

31 мая 2000 года Указом Президента России Владимира Путина уволен из рядов Вооружённых Сил в запас в звании генерал-лейтенанта.
28 декабря 2001 года досрочно сложил с себя полномочия Президента Республики Ингушетия.
«Когда началась вторая война в Чечне, определённая кучка людей начала информировать Москву, будто бы Руслан Аушев содержит здесь боевиков. Что Ингушетию он превратил в тыл, что здесь Масхадов живёт. Мол, если мы не уберем Руслана Аушева оттуда, мы не выиграем войну в Чечне. В Москве этому поверили», — рассказывал в 2009 году Макшарип Аушев.
10 января 2002 года указом и. о. Президента Республики Ингушетия Ахмета Мальсагова вновь назначен представителем Правительства РИ в Совете Федерации Федерального Собрания России, однако уже 23 апреля заявил о своём уходе с работы. Аушев заявил, что складывает полномочия сенатора в знак протеста против бездействия верхней палаты парламента и руководства Южного федерального округа в связи с нарушениями в избирательной кампании по выборам нового президента Ингушетии. Он также обвинил руководство округа в нарушениях с целью обеспечить победу заранее выбранному кандидату — Мурату Зязикову. 15 мая 2002 года полномочия Аушева в Совете Федерации были досрочно прекращены. Летом 2002 года Аушев стал одним из основателей Российской партии мира.
21 января 2002 года ставший членом Совета Федерации РФ от РИ Р. Аушев обращается к руководству РИ с заявлением, в котором говорится: «7 апреля 2002 г. в Республике Ингушетия состоятся досрочные выборы Президента Ингушетии. Ситуация в стране и Северо-Кавказском регионе требует, чтобы народ Ингушетии проявил присущую ему мудрость и выдержку и сделал ответственный выбор. Как гражданин Республики Ингушетия и избиратель считаю, что достойно продолжить дело строительства нашей государственности сможет Хамзат Гуцериев — Министр внутренних дел республики Ингушетия. На этом пути я буду ему оказывать всяческую помощь и поддержку».
В первой половине 2008 в Ингушетии развернулась кампания по сбору подписей под заявлением на имя Дмитрия Медведева о возвращении на должность президента Республики Ингушетия Руслана Аушева. На каждом бланке заявления указывалось имя, фамилия и паспортные данные подписанта. Всего было собрано 105 тысяч подписей (больше половины списочного состава всех ингушских избирателей), однако накануне отправления бланков в Москву дома у активиста Ахмеда Котиева прошёл обыск и 25 тысяч подписных листов изъяли. В понедельник 4 августа в приемную Президента России были доставлены коробки с 80 тысячами заявлений. При этом, по словам руководителя оргкомитета общенационального митинга Ингушетии Магомеда Хазбиева, Аушев выразил согласие вновь стать президентом республики, если таково будет решение народа. 6 августа 2008 Аушев впервые после долгого перерыва дал интервью «Новой газете», где он, в частности, сказал: «Я к своему народу никогда спиной не повернусь… Если народ начнут бить, если введут войска — я буду со своим народом».

## Спасение детей в бесланской школе
2 сентября 2004 года Аушев принял участие в переговорах с террористами, захватившими заложников в школе № 1 г. Беслана. Бывший президент Ингушетии стал единственным, кому боевики позволили прийти непосредственно в школу. Подвергая свою жизнь риску, Руслан Аушев провёл в здании школы напряжённые переговоры с главарём банды Русланом Хучбаровым, в результате которых ему удалось добиться освобождения одиннадцати женщин с грудными детьми (всего — 26 человек). Аушев лично вынес из школы шестимесячную Алёну Цкаеву, мать которой осталась со своими старшими детьми в спортзале и погибла на следующий день.

## Политические взгляды
Положительно отозвался о введении федерального управления в Пригородном районе. Однако считает, что у российского руководства «нет чёткого понятия, как проводить национальную политику, как мирить людей». В предвыборной программе во время выборов в Совет Федерации в декабре 1993 года отметил важность решения проблемы беженцев для стабилизации политической ситуации в Ингушетии. Но реализация этой проблемы, по его мнению, в сложившейся обстановке возможна лишь поэтапно.
В марте 1993 года высказался за скорейшее принятие новой Конституции РФ, досрочные выборы президента и парламента. Однако к проекту новой Конституции отнесся сдержанно: выступил против исключения понятия «суверенитет республик» и уравнения краев и областей в правах с республиками.
Что касается экономического развития республики, то основную надежду возлагает на принцип самообеспечения, то есть опору на местные силы и ресурсы. По его мнению, необходимо создать рыночную экономику, ориентироваться на малый и средний бизнес, перестраивать сельское хозяйство и создавать кооперативы на принципах общинного землепользования. В частности, предлагал опробовать этот принцип, восстанавливая в республике традиционный для казаков сельский уклад. Высказался за реабилитацию и культурное возрождение казачества, но при этом был против создания специальных казачьих военных формирований на территории Ингушетии и выступал за восстановление исконных прав ингушей на землю предков. Были в его президентской практике и неоднозначные решения: законопроект, разрешающий мужчинам Ингушетии иметь до четырёх жён, «реализует свободу образа жизни в рамках традиций региона», считает Аушев. Свой указ от 20 июля 1999 года он характеризовал как «констатацию факта»: в республике зарегистрировано до 2 % полигамных браков.
Первоначально выступал за единое независимое чечено-ингушское государство в связи с тем, что власти России не в состоянии обеспечить безопасность ингушского народа (выселение ингушей из Пригородного района Северной Осетии). На собрании ингушского офицерства в здании профессионального технического училища в г. Назрань 30 ноября 1991 г. генерал Руслан Аушев открыто выступил против референдума о вхождении Ингушетии в состав России.
Боевые действия в Чечне, однако, изменили его взгляды, так как нахождение в составе РФ спасло Ингушетию от участи Чечни. В марте 2001 года на III съезде народа республики в своём ежегодном послании Аушев отметил:
«Эта тема вообще не подлежит обсуждению, … поскольку Ингушетия имеет свою выстраданную кровью и потом государственность, и возврат к прошлому общежитию невозможен. Это идея федерального Центра. Вы же знаете, витает мысль, что слишком много субъектов, что их нужно укреплять. В рамки кампании по укрупнению регионов Ингушетия и Чечня вписываются почти идеально. Во-первых, исчезает со слуха Чеченская Республика. Назовут новое объединение какой-нибудь „вайнахской республикой“, и всё… Во-вторых, отпадает проблема беженцев. В-третьих, отпадают и другие проблемы. Например, уже есть столица, красивая, симпатичная, я говорю о Магасе. Да и о приграничных проблемах между Ингушетией и Осетией можно будет забыть. В итоге вместо „чеченизации“ получим „вайнахизацию“. Мол, вы там все вайнахи, сами и разбирайтесь. Как это было, кстати, в советские времена… Обладая собственным статусом, Ингушетия стала развиваться намного активнее».
В конце 1990-х годов на фоне обострения внутренней ситуации на Северном Кавказе Аушев стал одним из наиболее активных сторонников идеи консолидации усилий по борьбе с так называемой «новой идеологией», распространяемой террористами-ваххабитами. Распространение радикального исламского учения — ваххабизма боевиками из Чечни и Дагестана в другие регионы чревато расколом общества и дестабилизацией обстановки на всём Северном Кавказе, заявил Аушев на конгрессе мусульман Северного Кавказа, созванного в июне 1998 года по его инициативе. Практические усилия по борьбе с угрозой отставной генерал лично покажет на собственном примере через несколько лет (см. Бесланская трагедия).
В 2001 году подписал письмо в защиту телеканала НТВ. В 2002 году выступил против закрытия «ТВ-6 Москва».

## Частные оценки деятельности
С 1997 по 1999 годы в Ингушетии было похищено более 600 человек. Об этом в своё время рассказал редактор сайта «Ингушетия.ру» Магомед Евлоев, который в те годы работал в органах местной прокуратуры.
«Когда закончилась первая чеченская война, в Ингушетию стали наезжать вооружённые люди с документами типа „Вооружённые силы Ичкерии“. Мы, как прокурорские работники, считали эти формирования незаконными и должны были их задерживать, — вспоминал в 2001 году Евлоев. — Но нас всё время, мягко говоря, поправлял президент Ингушетии Руслан Аушев. Учитывая такую политику президента, уголовные дела прекращались или приостанавливались… Чем это обернулось позже, хорошо испытали на себе жители Ингушетии и соседних республик. Были совершены сотни похищений людей, убийств, иных тяжких преступлений».
Вывод для Магомеда Евлоева напросился сам собой: «руководство Ингушетии было недовольно, когда заложников освобождали без выкупа». После такого понимания отношения с Аушевым совершенно испортились. «Я верил, что он — самый чистый и честный политик, что он искренне хочет процветания и добра Ингушетии. Но его позиция по отношению к чеченским вооружённым формированиям, а потом и многое другое, что творилось в республике, заставило меня кардинально изменить своё мнение» — сетовал Евлоев.
Постепенно Магомед Евлоев пришёл к логичному выводу:
Этот бизнес невозможен без высоких покровителей. Я со всей ответственностью заявляю, что руководство Ингушетии было недовольно, когда заложников освобождали без выкупа. Видимо, именно для этого ради спокойствия этого бизнеса Руслан Аушев неоднократно пытался добиться перевода региональных силовых структур под личный контроль.
Генерал-полковник, Герой России Геннадий Трошев в своих мемуарах «Моя война. Чеченский дневник окопного генерала» дал критическую оценку Аушеву. Отдав должное его героизму, его званию Героя Советского Союза, допустив возможность некоторого преувеличения со своей стороны, он писал, что у Аушева, при том, что он президент Ингушетии (на момент написания книги), субъекта Российской Федерации, национальное часто берёт верх над государственным. Трошев этим объяснял факты показательно дружеских отношений с лидерами самопровозглашённой республики Ичкерия (например, на своей инаугурации в 1993 году, а также в 1998 году) и в этих же эпизодах пренебрежительного отношения к представителям России. Генерал также отметил крайне низкий уровень борьбы с боевиками в этот период на территории Ингушетии, хотя она граничит с Чечнёй. Особенно сильно Геннадий Трошев раскритиковал Аушева за события 22 февраля 1996 года, когда мотострелковый батальон 19-й мотострелковой дивизии попал в засаду боевиков на территории Ингушетии, в районе селения Аршты. Аушев, вместо того чтобы заблаговременно обеспечить безопасный проход колонны, заявил, что российские войска, находящиеся под командованием 58-й армии, блокировали несколько ингушских сёл (хотя батальон физически не в состоянии был это сделать в силу малочисленности), и он, как президент, заявляет свой протест против ввода российских войск в Ингушетию (несмотря на то, что Ингушетия — субъект Российской Федерации). Бой длился около двух суток, батальон, потеряв убитыми 12 человек, в том числе командира майора Э. В. Тиникашвили, прикрывавшего отход, и ещё 32 ранеными, был вынужден отступить, нанеся сепаратистам большие потери. Подразделение тогда наткнулось, по словам Трошева, на хорошо подготовленную, крупную базу боевиков, и при этом президент Ингушетии посмел обвинить российские войска в распространении войны на территорию Ингушетии, хотя сам допустил создание у себя целого опорного пункта. Геннадию Николаевичу тогда пришлось публично опровергать позицию Аушева, которую растиражировали многие иностранные и почему-то российские СМИ. Трошев делает такой вывод:

Представим на минуту, чисто гипотетически, что у всех россиян (а это представители более ста наций и народностей) вдруг взыграл бы голос крови, обострились националистические чувства. Что ожидало бы нас? Участь бывшей Югославии, если не хуже. Прислушиваясь только к голосу крови, можно утонуть в крови. Неужели Аушев не понял этого на примере раздираемых распрями (в том числе и по национальным мотивам) афганцев, с которыми в своё время воевал? Конечно, понял. На рациональном уровне он давно сделал выбор в пользу федерализма, Ингушетия без России немыслима. Но, глядя на то, как федералы громят чеченских сепаратистов, видимо, непросто ему сдерживать крик вайнахского сердца: «Наших бьют!»

## Награды
- Герой Советского Союза (7 мая 1982) — за мужество и героизм, проявленные при оказании интернациональной помощи Демократической Республике Афганистан[18]
- Орден Ленина (7 мая 1982)
- Два ордена Красной Звезды (21 октября 1980, 25 мая 1987)
- Юбилейная медаль «60 лет Вооружённых Сил СССР» (1977)
- Юбилейная медаль «70 лет Вооружённых Сил СССР» (1987)
- Медаль «За безупречную службу» II степени
- Медаль «За безупречную службу» III степени
- Нагрудный знак «Воину-интернационалисту»
- Знак ранения (1986)
- Медаль «За отличие в воинской службе» I степени
- Благодарность Президента Российской Федерации (12 августа 1996) — за активное участие в организации и проведении выборной кампании Президента Российской Федерации в 1996 году[19]
- Почётная грамота Президента Российской Федерации (15 ноября 2013) — за большой вклад в реализацию внешнеполитического курса Российской Федерации и многолетнюю добросовестную работу[20]

Иностранные награды
- Орден «Достык» II степени (Казахстан)
- Орден «Звезда» I степени (Республика Афганистан)
- Два ордена «Слава» (19**, 19**, Республика Афганистан)
- Орден «За службу Родине» III степени (12 марта 2007, Белоруссия) — за большой личный вклад в развитие и укрепление сотрудничества между движениями ветеранов войны в Афганистане Республики Беларусь и Российской Федерации, решение социальных проблем воинов-интернационалистов[21][22]
- Орден Почёта (17 мая 2007, Молдавия) — в знак признания особых заслуг в укреплении дружбы между ветеранами войны в Афганистане и за значительный вклад в реализацию межгосударственных программ социальной защиты и медицинской реабилитации ветеранов[23]
- Орден «Дружба» (18 февраля 2014, Азербайджан) — за заслуги в области укрепления связей между народами Азербайджанской Республики и Российской Федерации, установления мира и спокойствия в регионе[24]
- Орден «За службу Родине» II степени (21 октября 2014, Белоруссия) — за большой личный вклад в военно-патриотическое воспитание молодёжи, развитие международного ветеранского движения, укрепление боевого братства между воинами-интернационалистами Республики Беларусь и Российской Федерации[25]
- Медаль «Маршал Баграмян» (Армения)
- Медаль «Воину-интернационалисту от благодарного афганского народа» (Республика Афганистан)
- Медаль «В память 10-летия вывода советских войск из Афганистана» (13 февраля 2003, Белоруссия) — за большой личный вклад в развитие и укрепление взаимодействия движений ветеранов войны в Афганистане Республики Беларусь и Российской Федерации[26][27]

региональные награды
- орден «За заслуги перед Республикой Татарстан» (2024)[28]

религиозные награды
- Орден Святого благоверного князя Даниила Московского II степени (1997)

## Общественная деятельность
В 1980-х годах входил в редакционную коллегию героико-патриотического литературно-художественного альманаха «Подвиг».
13 марта 2014 года Аушев наградил мэра города Казань Ильсура Метшина медалью в честь 25-летия вывода войск из Афганистана.

## Семья
Супруга Аза Баматгиреевна Аушева, занималась воспитанием детей. Дочери: Лейла и Лема. Сыновья: Али и Умар.
Его братья: Адам (1953), позднее генерал-майор МВД России в отставке, и Борис (Багаутдин, 21.5.1958), позднее - п/полковник (при отставке, 1993), секретарь Совета Безопасности Ингушетии (1999-2002 ?), полковник МО и МВД, вице-президент компании ЛУКОЙЛ в ЮФО, так же проходили военную службу в ОКСВА в составе 108-й Невельской мотострелковой дивизии. Больше двадцати боевых орденов на троих, все трое ранены на этой войне.
старший брат Магомед (1951), выпускник юрфака ЛГУ (Международное отделение, в одной группе с В.Путиным, 1970-75).